# Mierzęcin (Pułtusk, Mazovia)
Mierzęcin es un pueblo en el distrito administrativo de Gmina Zatory, en el Condado de Pułtusk, Voivodato de Mazovia, en el centro-este de Polonia. Se encuentra a 4 kilómetros (2 millas) al noroeste de Zatory, 14 kilómetros (9 millas) al sureste de Pułtusk, y 48 kilómetros (30 millas) al norte de Varsovia.